# Anonyx adoxus
Anonyx adoxus är en kräftdjursart som beskrevs av Hurley 1963. Anonyx adoxus ingår i släktet Anonyx och familjen Uristidae. Inga underarter finns listade i Catalogue of Life.